# Grotte du Trilobite
Pour un article plus général, voir Grottes d'Arcy-sur-Cure.
La grotte du Trilobite est l'une des cavités du site des grottes d'Arcy-sur-Cure, entre Auxerre et Avallon dans le département français de l'Yonne, en région Bourgogne-Franche-Comté (ex région Bourgogne).
Avec six niveaux archéologiques allant du Moustérien au Néolithique, sa stratigraphie est parmi les plus riches du site d'Arcy. C'est la première grotte de l'Yonne dans laquelle le Protosolutréen a été découvert, ce dernier étant jusque là inconnu dans le département.
Elle est inscrite comme monument historique depuis 1992.

## Situation
La grotte du Trilobite se trouve dans la vallée de la Cure en amont d'Arcy-sur-Cure, à environ 250 m en amont de la Grande grotte, entre la grotte de la Hyène et celle des Ours qui se trouvent à un niveau plus bas ; un simple pan de muraille la sépare de la grotte des Ours côté ouest (à gauche en entrant).

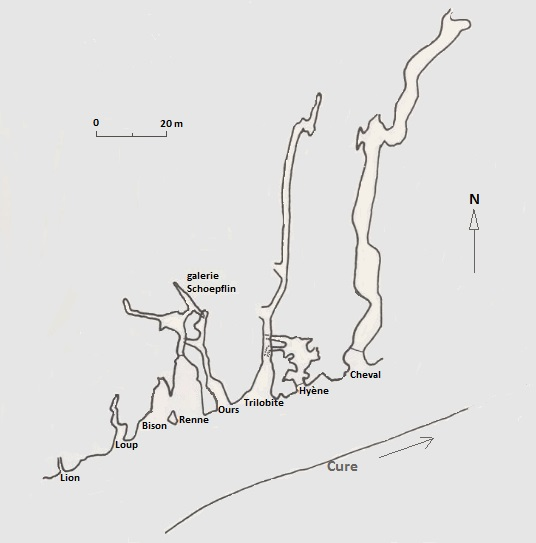
Huit cavités groupées sur environ 70 m, d'amont en aval (O-E) : Lion, Loup, Bison, Renne, Ours, Trilobite, Hyène, Cheval.

## Description
L'entrée de la grotte est à environ 130 m d'altitude et son plancher à 4,5 m au-dessus de la Cure - Parat donne son plancher à 3 m au-dessus de la vallée et 5 m au-dessus de l'étiage.
Son porche est large de 9 × 9 m pour 6 m de hauteur, dimensions qui correspondent à un porche à linteau ; deux pans de roche encadrent son entrée.
Son développement est de 126 m, pratiquement sans dénivelé. Elle comporte deux évasements successifs à l'entrée, suivis d'une galerie. Le premier évasement de 9 × 9 m de surface, que Parat nomme « le Vestibule », était couvert par une voûte qui s'est effondrée sur 6 mètres depuis la première occupation de la grotte. Vient ensuite un rétrécissement, précédant la seconde salle de 8 × 4 m pour une hauteur de 5 m au centre avec, contre la paroi de droite, une petite cheminée occasionnée par une diaclase. Enfin vient un couloir de 3 à 4 m de largeur pour 2 m de hauteur à son entrée, long de 35 m,.

## Géologie
Schmider indique que la grotte du Trilobite est creusée elle aussi[pas clair] dans la couche de calcaire en plaquettes, mais Girard dit que le faciès marneux du Rauracien, formant le plateau du Vallot au-dessus des grottes, « descend jusqu'à la grotte du Trilobite au bas de laquelle affleure l'Argovien ».

## Découverte
La grotte a été découverte en 1886 par A. Ficatier, derrière un éboulis de 5 m de large recouvert de broussailles situé au fond d'une petite terrasse entre les pans de murs de l'assise corallienne. Cinquante ans plus tôt le trou d'entrée était plus grand. Ficatier lui a donné le nom du trilobite qu'il y a trouvé.
L'abbé Parat l'a fouillée trois hivers de suite, de 1895 à 1898, sur 23 m de longueur ; il y trouve six couches archéologiques sur 6 m d'épaisseur,.
André Leroi-Gourhan (1951) en affine la stratigraphie.

## Archéologie

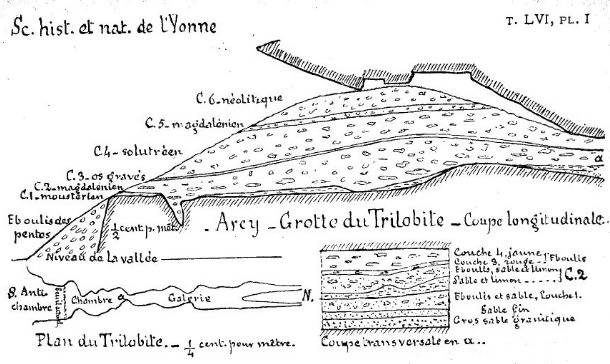
Couches du remplissage de la grotte (abbé Parat, 1903).

Le remplissage de son porche forme une stratigraphie parmi les plus riches du site d'Arcy. Il inclut les six niveaux archéologiques décrits par A. Parat, notés C1 à C6, allant du Moustérien au Néolithique.
L'absence de soins appropriés lors de fouilles passées a détruit de façon irrémédiable la couche du début du Solutréen (~24 000 à 22 000 ans BC), ce qui est d'autant plus regrettable que cette grotte est la première du département dans laquelle a été trouvée cette culture,.

### Châtelperronien
La couche C1, première déposée sur la roche sous-jacente, provient de la rivière : elle est faite de sables et alluvions amenés par l'eau courante. À 6,5 m au-dessus du niveau d'étiage actuel de la Cure, elle est le dépôt alluvial le plus élevé parmi les grottes d'Arcy. Elle a fini de se déposer vers 35 000 BP (33 100 BC), avant la fin de l'interstade des Cottés,.

### Châtelperronien - Aurignacien
Le niveau inférieur de la couche C2 inclut des outils en silex du Châtelperronien associés à des fragments d'os de renne, d'ours et de hyène, des pierres brûlées et des os calcinés ; cet horizon, qui a commencé à se déposer vers 35 000 BP (36 900 BC), à la fin de l'interstade des Cottés,, est similaire à celui noté IVb1 de la grotte de la Hyène.
Le niveau supérieur de C2 inclut des outils en os et silex de l'Aurignacien associés à des vestiges d'animaux à dominante de renne, d'ours et de cerf. L'argile entourant les objets est rougie par la présence d'ocre. Cet horizon est analogue à l'horizon aurignacien de la grotte du Renne et aurait commencé à se déposer vers 31 000 BP (32 900 BC) pendant l'interstade d'Arcy,.

### Gravettien
La couche C3 est fortement colorée en rouge, jusqu'à former sur les silex présents une sorte de vernis aux reflets métallisés. La seule exception à cette coloration est autour du large foyer de 3 × 6 m qui se trouve vers l'avant de la grotte ; ce foyer n'a pu servir très longtemps car il ne contenait que peu de pierres rougies au feu et de silex craquelés et seulement une centaine d'os.
À plusieurs endroits elle est recouverte de grandes dalles tombées du plafond, que les chercheurs avant Parat ont pris pour le sol originel (ce qui a préservé les couches antérieures). Elle contient des vestiges de foyers ainsi que des silex taillés du Gravettien (début du Paléolithique supérieur), avec des fragments d'os d'animaux à dominance de renne. Elle a aussi livré de nombreux os incisés et plusieurs os sculptés et gravés ; et plusieurs sortes de pierres, dont du manganèse de type Psilomélane, deux morceaux de basalte et deux plaques de schiste ardoisier. Cet horizon se serait déposé pendant l'interstade de Kesselt, vers 28 000 BP (26 100 BC).

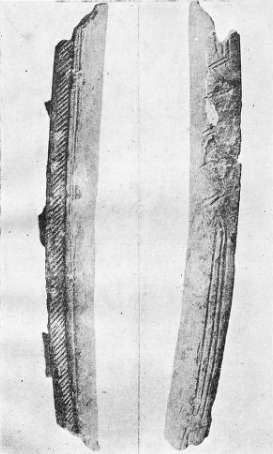
Os gravé

Le Gravettien de la grotte du Trilobite a été identifié par l'abbé Parat,, qui y consacre 11 pages dans sa description de la grotte.
Les grottes du Renne et du Trilobite (niveaux C3 et C4) ont livré une série d'industrie osseuse gravettienne (~33 000 à 24 000 ans BC) rare dans le Bassin parisien.
Les outils dominent dans les artefacts de la grotte du Trilobite, tandis que la grotte du Renne présente plus d'armes ; la différence peut être due à des occupations différentes dans l'une et l'autre grotte, ou bien à un habitat à des périodes différentes.
Une des caractéristiques du Gravettien de ces grottes est la grande quantité d'objets à base d'ivoire et d'os de mammouth, deux matériaux généralement rares en France pour cette époque. Rares également, les objets de la même époque décorés de façon très élaborée ; de plus les décorations sont gravées avec la technique de champlevé, elle aussi une rareté pour l'époque. La grotte du Trilobite a fourni le plus grand nombre d'articles décorés.
Noter le « bâton percé » de la grotte du Trilobite, pièce unique réalisée sur base de bois de renne ayant appartenu à une femelle ou à un jeune mâle, et dont la partie rectiligne est gravée. On a longtemps vu des figures géométriques en lignes droites et courbes sur toute la longueur, jusqu'en 2005 où lors d'un examen approfondi Danièle Molez y découvre la figure d'un cervidé.

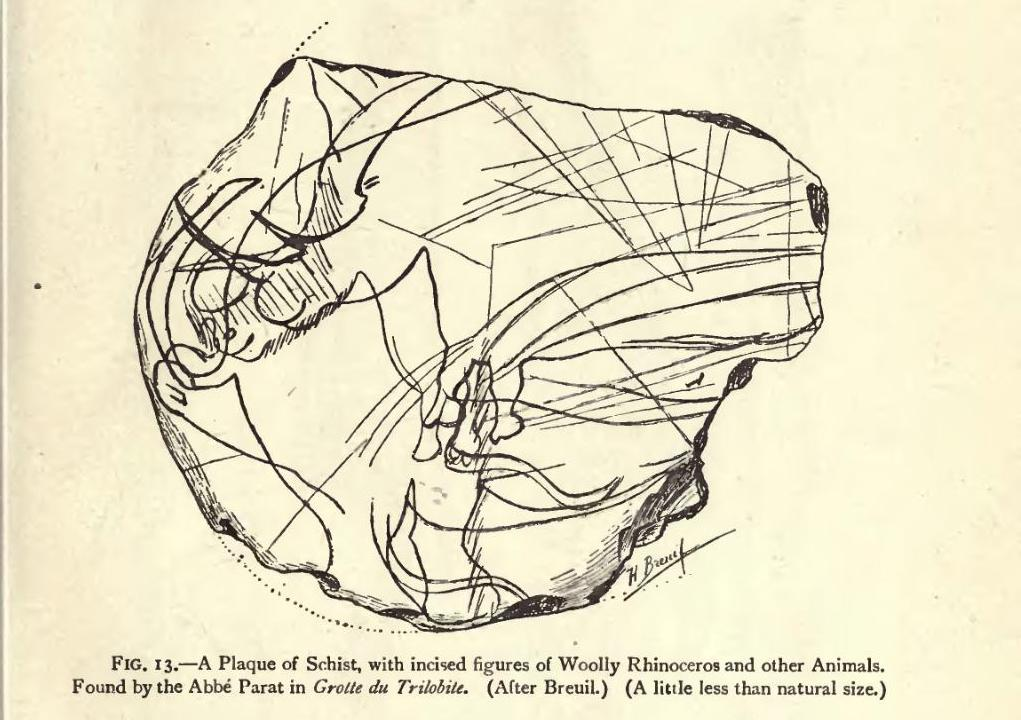
Relevé du rhinocéros gravé.

Deux autres objets remarquables découverts au XIXe siècle dans cette même grotte sont un fémur de renne gravé d'un rameau feuillu, motif extrêmement rare : les gravures et autres expressions artistiques illustraient de préférence des animaux, ; et un rhinocéros gravé sur une plaque d'ardoise,.
Lampes possibles
Raoul Daniel a trouvé dans la couche 3 gravettienne un fragment de godet de calcaire (no 2 dans la nomenclature de Beaune 1987), de dimensions extérieures 115 × 76 mm pour une épaisseur de 24 mm, avec une cuvette naturelle de 102 × 53 mm pour une profondeur de 7,5 mm. S. de Beaune, qui a fait une étude exhaustive des lampes préhistoriques connues, la signale comme une lampe possible bien que non certaine car le dépôt noir dans la cupule n'a pas pu être analysé. Cette pièce est conservée au musée des Antiquités nationales.
R. Daniel a trouvé également le quart d'un godet (brisé) (no 1 dans la nomenclature de Beaune 1987) de 97 × 74,3 mm, épais de 24,8 mm. La cuvette, incomplète, mesure 73 × 65 mm pour une profondeur de 8 mm. L'origine stratigraphique en est inconnue. La cuvette porte un dépôt noir plus important sur le versant situé le long du bord intact. Le revers porte une tache rose (colorant), quelques traces noirâtres peut-être d'origine charbonneuse, et quelques traits fins gravés (peut-être un décor). R. Daniel pense que ce dépôt noir serait du manganèse, mais cette substance n'a pas pu être prélevée pour analyse car elle imprègne totalement la roche. Là aussi, S. de Beaune la classe comme lampe possible mais non certaine. Ces deux pièces sont conservées au musée des Antiquités nationales.

### Protosolutréen, Solutréen ancien
C4 inclut un petit foyer et des silex taillés protosolutréens,,. On y retrouve les fragments d'os d'animaux à dominance de renne. Il se serait déposé pendant le maximum de froidure du pléniglaciaire supérieur. Le Solutréen ancien est représenté dans la grotte avec de l'outillage osseux provenant de la couche 4

### Magdalénien
Les restes de faune en C5 (30 cm d'épaisseur) sont à dominance de renne et de cheval, associés à des silex et des os travaillés datant du Magdalénien. A. Ficatier y découvre le bâton percé en 1886 ; il est gravé d'une figure de cervidé sur la longueur du corps de l'os, découverte en 2005 lors de son étude approfondie. Cette même couche a également livré le fossile de Trilobite qui a donné son nom à la grotte, deux pendeloques et un carabe en jais (lignite fossile),, et une pointe de sagaie de type Lussac-Angles.

### Néolithique
Enfin, C6 contient des fragments de poterie du Néolithique,.

## Particularité de l'industrie d'Arcy
L'abbé Breuil remarque à la suite de M. Chauvet que dès l'Aurignacien supérieur les bois de renne sont débités en baguettes par un va-et-vient d'un burin qui trace puis approfondit des sillons longitudinaux ; alors qu'à d'autres sites biens connus comme celui de la Quina, ou dans le niveau solutréen de Solutré les burins sont encore maniés comme des gouges.

## Transports de matières

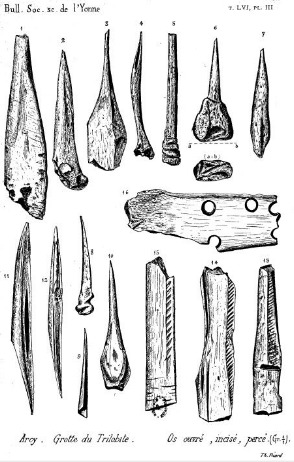
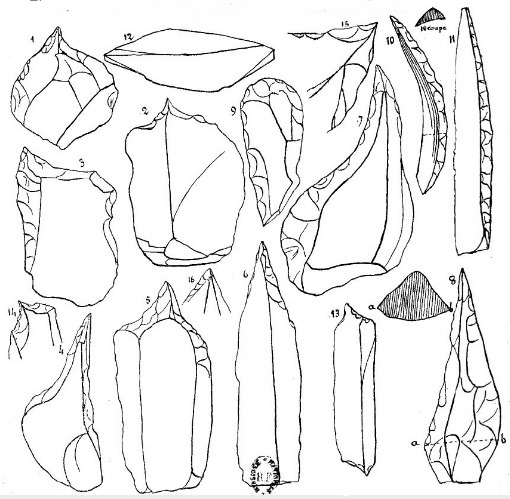
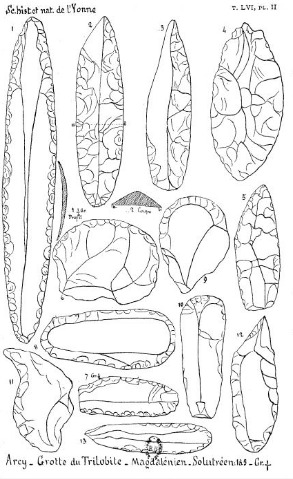

Certaines des pierres de la couche C3 (Gravettien) ont une provenance éloignée, tel le manganèse de type psilomélane dont le plus proche gisement est à quelque 220 km à Romanèche en Saône-et-Loire ; ou les deux morceaux de basalte qui se trouvent ici à plus de 200 km du gisement le plus proche ; ou encore le schiste ardoisier, venant probablement des Vosges…). Celles-ci, de même que l'origine de certains coquillages fossiles, prouve l'importance de la vallée de l'Yonne comme axe de circulation à la fin du Paléolithique.

Objets en os et industrie lithique de la grotte du Trilobite
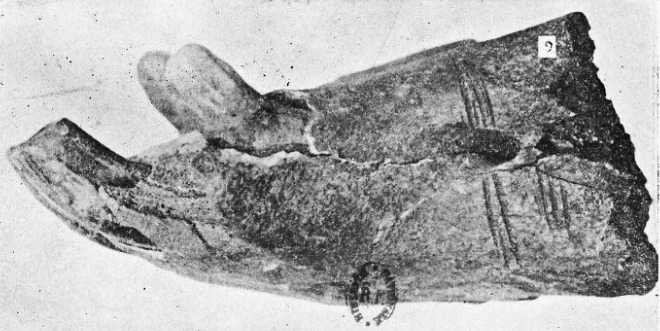
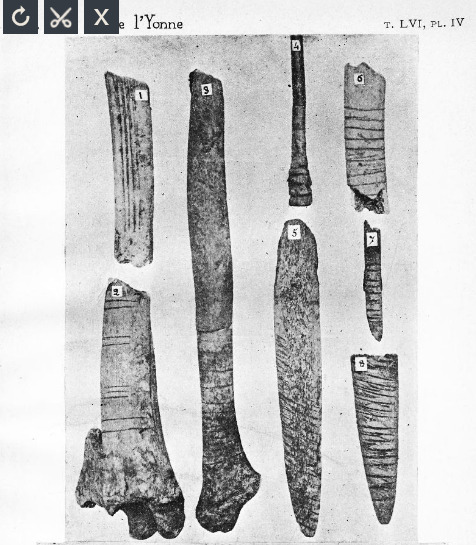

## Protection
Elle est l'une des seize cavités, grottes et galerie du site d'Arcy conjointement inscrites comme Monument historique en 1992.